# Пипін Олександр Миколайович
Пипін Олександр Миколайович (рос. Пыпин Александр Николаевич; 25 березня (6 квітня) 1833, Саратов — 26 листопада (9 грудня) 1904, Санкт-Петербург) — російський учений, літературознавець (історія літератури), етнограф, академік Петербурзької АН (1898), дійсний статський радник, почесний член НТШ (з 1903).
Світогляд Пипіна сформувався під впливом М. Г. Чернишевського (його двоюрідного брата), згодом він став дотримуватися помірно ліберальних, просвітницьких поглядів.
Дійсний член Наукового товариства імені Шевченка. Поборник автономності української культури.

## Біографія
За походженням дворянин. Закінчив гімназію в Саратові, після неї рік навчався у Казанському університеті, згодом у Петербурзькому, який закінчив у 1853 році. Став займатися староруською літературою. У 1857 році написав «Литературный очерк истории и сказок русских». Це дало йому змогу здійснити подорож по Європі, а особливо по Слов'янщині. Тривалий час перебував у Празі, де зійшовся з видатними діячами чеського відродження і написав для «Часопису чеського музею» статтю «Письма о русской литературе».
У 1860 році повернувся до Петербурга, де став працювати на кафедрі російської літератури в університеті. У 1861 році видав «Ложные и отреченные книги русской старины» і в цьому ж році залишив університет. 1862 року за дорученням міністерства народної освіти виїхав у другу закордонну подорож.
З 1863 року разом з Чернишевським і Некрасовим став видавати відновлений місячник «Современник». 1866 року часопис був закритий і Пипін перейшов до «Вестника Европы», який видавав Стасюлевичем. У ньому він надрукував багато праць про давню і нову російську літературу.
Пипіну належить огляд слов'янських літератур. В ньому він розглянув історію української літератури у різних країнах (Україна російська, галицька і угорська). Його твори перекладалися німецькою, французькою і чеською мовами.
В роботах Олександра Пипіна з історії російської літератури і громадської думки вперше зустрічається термін «офіційна народність» (1872—1873).

## Твори
Автор фундаментальних робіт:
- Історія російської літератури (4 вид., Т. 1-4, 1911—1913),
- Історія російської етнографії (т. 1-4, 1890—1892),
- Історія російської етнографії. Т. 3. Етнографія Малоруська (1891)
- Історія слов'янських літератур (2 вид., т. 1-2, 1879—1881, спільно з В. Д. Спасович).

Інші твори:
- Нарис літературної історії старовинних повістей і казок російських, СПБ, 1857;
- М. Є. Салтиков. Ідеалізм Салтикова. Журнальна діяльність. 1863—1864, СПБ, 1899;
- М. О. Некрасов, СПБ, 1905;
- Громадський рух в Росії при Олександрі I, 4 вид., СПБ, 1908;
- Бєлінський. Його життя і листування, 2 вид, Т. 1-2, СПБ, 1908;
- Характеристики літературних думок від 20-х до 50-х років, 4 вид., СПБ, 1909.

Статті в «Энциклопедическом словаре Брокгауза и Ефрона»
Перевидання:
- Пыпин, А. Н.. Масонство в России. XVIII и первая четверть XIX в. [Текст] / А. Н. Пыпин. — М. : Век, 1997. — 496 с. — ISBN 5-88987-035-1
- Пыпин, Александр Николаевич. Религиозные движения при Александре I [Текст] / А. Н. Пыпин ; (авт. предисл.) А. Н. Цамутали. — СПб. : Гуманитарное агентство «Академический Проект», 2000. — 477 с.: ил. — (Пушкинская библиотека). — ISBN 5-7331-0146-6
- Пыпин, Александр Николаевич. Общественное движение в России при Александре I [Текст] / А. Н. Пыпин. — СПб. : Гуманитарное агентство «Академический проект», 2001. — 557 с.: портр. — (Серия «Пушкинская библиотека» ; т.14.). — ISBN 5-7331-0145-8